# 煙酰胺核糖
煙酰胺核糖（NR, Nicotinamide riboside），是維生素B3的衍生物，並作為作為菸鹼醯胺腺嘌呤二核苷酸（NAD+）的驅動物質。
煙酰胺核糖在2004年被發現作為 NAD+ 的維生素前體，並在2007年被（Charles Brenner查爾斯·布倫納）發現為一種Sirtuin (去乙酰化酶)激活化合物。在许多生物体中，Sirtuin也与调控DNA健康以及长寿有关。

## 歷史
煙酰胺核糖在1944年首次被科學家發現。 科學家發現在流感嗜血桿菌（H型流感病毒）中，煙酰胺核糖為桿菌的助長因子。 這些能助長桿菌的因子，當時被稱為 V型因子。 
V型因子在純淨化後的血液以NAD +，NMN和NR三種型態存在 。 
煙酰胺核糖是最快引起細菌生長的.。 同時，科學家發現，H型流感病毒不能在菸酸，煙酰胺，色氨酸或天冬氨酸上生長。 這些物質在之前被認為是菸鹼醯胺腺嘌呤二核苷酸的 NAD +驅動物質。 
在2000年，酵母Sirt2被證實是依賴菸鹼醯胺腺嘌呤二核苷酸(NAD+) 的蛋白質賴胺酸去乙醯。 
由於科學界在之前已經發現SIR2基因從酵母菌到人類都有，並從實驗中得知，在酵母菌、線蟲、果蠅等體內加入額外的SIR2基因後，他們壽命都延長了。 SIR2對菸鹼醯胺腺嘌呤二核苷酸(NAD+) 的依賴，從而引發更多科學界關注，科學家開始研究如何提升菸鹼醯胺腺嘌呤二核苷酸(NAD+)水平，從而達到調節壽命及延緩、甚至逆轉衰老的效果。 
美國達特茅斯學院的研究人員克隆了酵母和人體內的煙酰胺核苷激酶，在體外和體內均證明激酶可以將煙酰胺核糖NR均可被轉化為NMN。他們還表明，NR是天然產物，是一直隱藏在牛奶中的維生素
而在2013年哈佛大學醫學院大衛辛克萊教授的研究 （页面存档备份，存于）報告中， 研究人員給予兩歲小鼠注射可以產生菸鹼醯胺腺嘌呤二核苷酸NAD+的物質，並且其後觀察抵抗胰島素，炎症和肌肉消減的指標。 研究人員發現，只在一週時間，兩歲小鼠的組織回復到約為6個月大的小鼠。這就像一個60歲的老人在這些指標範圍內，變回了20歲。
研究顯示，提升菸鹼醯胺腺嘌呤二核苷酸，可以促進健康的線粒體功能。而線粒體功能減弱為導致人類衰老的重要因素。
另外，更有研究顯示，通過增強能量代謝，可以有效 降低高脂肪飲食誘導的體重增加 （页面存档备份，存于）。
為了評估煙酰胺核糖NR促進體重減輕的機制，研究人員測量了與肝線粒體功能相關的卡路里攝入量，活性，卡路里腰圍，靜息代謝率，身體組成，葡萄糖耐量，胰島素敏感性以及各種生物化學和代謝組學參數。 這些數據與新型的體重減輕吸收不良機制一致，可以通過排泄的生物標誌物進行追踪。 
研究人員的報告表明，有餵食煙酰胺核糖（NR）補充劑的小鼠，相對於未補充煙酰胺核糖的小鼠，確實體重更為明顯減輕。
研究人員指出，在研究中，有跡象表明，補充煙酰胺核糖（NR），可以改善餵食過量食物的小鼠的代謝健康。 他們還指出，研究表明煙酰胺核糖NR具有保護受損神經元的能力。
由於這種雙重潛力，研究人員推斷，煙酰胺核糖NR可以改善前列腺（PD）和糖尿病葡萄糖和脂質代謝，同時模擬治療DPN伴隨的神經性併發症。 
然而，研究還需要進一步調查和數據，例如利用較低劑量，在肥胖人群身上進行針對2型糖尿病和相關神經病變的臨床試驗 。
煙酰胺核糖NR在21世紀初營養和代謝的研究中開始進入人們的視野，之前的研究發現其對於肥胖具有一定的抑制效果。瑞士聯邦理工大學Johan Auwerx教授實驗室博士研究生張宏波主導的研究課題對煙酰胺核糖作出研究，並且發現，煙酰胺核糖能有效抑制老年小鼠幹細胞衰老並延長小鼠壽命。

### 科學研究與臨床試驗
到現時為止， 有超過60項針對煙酰胺核糖NR的研究報告已經發佈出來。 在同一時間，有近500項研究發表了關於菸鹼醯胺腺嘌呤二核苷酸NAD+和衰老。
目前有十二個關於煙酰胺核糖NR的人類臨床研究，它們整處於臨床實驗中。 

### 緩解化療誘發的周圍神經病變
愛荷華大學的研究人員在國際疼痛研究協會雜誌（PAIN）上發表了關於煙酰胺核糖NR的動物研究，揭示了煙酰胺核糖NR作為緩解化療誘發的周圍神經病變（CIPN）的有效成份。 
在常規抗癌劑 - 紫杉醇（paclitaxel）治療期間和治療後。 美國臨床腫瘤學會曾經發表文件，表明到現時為止，還沒有有效緩解CIPN的處方或治療。煙酰胺核糖NR有機會提供一個有效而且具有針對性的方案。 

## 來源
煙酰胺核糖是天然存在於牛奶中。其他奶類衍生產品，如乳清和含酵母的食品也被認為是煙酰胺核糖的天然來源。
煙酰胺核糖的分子結構與維他命B類非常相似，它是近年被科學家發現，屬於一種可以增加人體中菸鹼醯胺腺嘌呤二核苷酸（NAD +）水平的維生素B3衍生物 （页面存档备份，存于）。有臨床前研究已經證明，煙酰胺核糖（NR）能力能推動菸鹼醯胺腺嘌呤二核苷酸（NAD+）水平上升，明顯有效地支持我們的身體的長壽促進機制以及細胞能量生產。

## 安全性
在2016年，FDA批准了煙酰胺核糖作為公認安全的食品成份，包括能量水（在飲用水中增加一些額外成份的飲料），蛋白質奶昔，營養棒等。
囓齒類動物的沒有可觀察到的不良影響值（no-observed-adverse-effect level，NOAEL）NOAEL和最低觀察危害反應劑量（lowest observed adverse effect level, LOAEL）分別為300和1000mg / kg /天。 

## 化學性
煙酰胺核糖（NR）的分子量為255.25g / mol，其氯化物鹽的分子量為290.70g / mol [6]：7因此，100mg煙酰胺核苷酰氯提供88mg煙酰胺核糖（NR）。